# Colliano
Colliano é uma comuna italiana da região da Campania, província de Salerno, com cerca de 3.829 habitantes. Estende-se por uma área de 54 km², tendo uma densidade populacional de 71 hab/km². Faz fronteira com Buccino, Contursi Terme, Laviano, Muro Lucano (PZ), Oliveto Citra, Palomonte, San Gregorio Magno, Valva.

## Demografia
| Variação demográfica do município entre 1861 e 2011                               |
|                                                                                   |
| Fonte: Istituto Nazionale di Statistica (ISTAT) - Elaboração gráfica da Wikipedia |